# جيريمي كاشمان
جيريمي كاشمان (بالإنجليزية: Jeremy Cushman)‏ هو عازف كمان أمريكي، ولد في 19 ديسمبر 1990 في Little Neck, Queens ‏ في الولايات المتحدة.